# Hipismo nos Jogos Pan-Americanos de 2023 - Saltos por equipes
A competição do saltos por equipes do hipismo nos Jogos Pan-Americanos de 2023 foi disputada entre 31 de outubro e 1 de novembro de 2023 na Escola de Equitação Regimiento Granaderos, em Quillota. Um total de 35 ginetes de 9 Comitês Olímpicos Nacionais (CON) participaram do evento.

## Calendário
Horário local (UTC−3).
| Data           | Hora  | Fase             |
| -------------- | ----- | ---------------- |
| 31 de outubro  | 11:30 | Fase 1           |
| 1 de novembro  | 11:00 | Final – Fase 2-1 |
| 29 de novembro | 14:30 | Final – Fase 2-2 |

## Medalhistas
|  | USA Estados Unidos                                                                                                  |  | CAN Canadá |  | BRA Brasil |
|  | McLain Ward com Contagious Karl Cook com Caracole de La Roque Kent Farrington com Landon Laura Kraut com Dorado 212 |  | Tiffany Foster com Figor Mario Deslauriers com Emerson Amy Millar com Truman Beth Underhill com Nikka Vd Bisschop |  | Pedro Veniss com Nimrod de Muse Z Marlon Zanotelli com Deesse de Coquerie Stephan Barcha com Chevaux Primavera Imperio Egipcio Rodrigo Pessoa com Major Tom |

## Resultados
A competição foi disputada em dois dias, iniciando-se com a fase 1 e fechando com as fases 2-1 e 2-2. O pior resultado individual de cada equipe na determinada fase não é considerado para a pontuação final (com exceção do Uruguai que contou com apenas três integrantes).
| Pos.              | CON                | Ginetes                                                                  | Cavalos                                                                         | Fase 1                  | Fase 1      | Fase 1 | Fase 2-1  | Fase 2-1    | Fase 2-1 | Fase 2-2  | Fase 2-2    | Fase 2-2 | Total pen. |
| Pos.              | CON                | Ginetes                                                                  | Cavalos                                                                         | Ind. pen.               | Equipe pen. | Pos.   | Ind. pen. | Equipe pen. | Pos.     | Ind. pen. | Equipe pen. | Pos.     | Total pen. |
| ----------------- | ------------------ | ------------------------------------------------------------------------ | ------------------------------------------------------------------------------- | ----------------------- | ----------- | ------ | --------- | ----------- | -------- | --------- | ----------- | -------- | ---------- |
| Medalha de ouro   | USA Estados Unidos | McLain Ward Karl Cook Kent Farrington Laura Kraut                        | Contagious Caracole de La Roque Landon Dorado 212                               | 3.34 19.28 5.64 3.39    | 12.37       | 5      | 0 12 0    | 0           | 2        | 0         | 0           | 1        | 12.37      |
| Medalha de prata  | CAN Canadá         | Tiffany Foster Mario Deslauriers Amy Millar Beth Underhill               | Figor Emerson Truman Nikka Vd Bisschop                                          | 4.40 3.89 1.71 4.02     | 9.62        | 3      | 0 4       | 8           | 2        | 0 4 0     | 0           | 2        | 17.62      |
| Medalha de bronze | BRA Brasil         | Pedro Veniss Marlon Zanotelli Stephan Barcha Rodrigo Pessoa              | Nimrod de Muze Z Deesse de Coquerie Chevaux Primavera Imperio Egipcio Major Tom | 0.26 0.00 4.06 4.55     | 4.32        | 1      | 4 21 0 4  | 8           | 3        | 0 RET 0 8 | 8           | 3        | 20.32      |
| 4                 | MEX México         | Eugenio Garza Nicolás Pizarro Federico Fernández José Antonio Chedraui   | Contago Pia Contra Romeo H-Lucky Retto                                          | 1.63 5.62 7.33 11.12    | 14.58       | 4      | 4 0 8 0   | 4           | 4        | 0 8 4     | 4           | 4        | 22.58      |
| 5                 | ARG Argentina      | Leandro Moschini Damián Ancic Ignacio Maurin José María Larocca          | Abril Iconthon Santa Rosa Chabacon Chaquitos PS Finn Lente                      | 5.05 5.57 2.69 4.27     | 12.01       | 5      | 7 4 0 4   | 8           | 5        | 0 8 5     | 5           | 5        | 25.01      |
| 6                 | COL Colômbia       | John Pérez Bohm Nicolás Gamboa René López Roberto Terán                  | Gigi-Carmen Nkh Mr. Darcy Kheros Van'T Hoogeinde Dez' Ooktoff                   | 4.34 5.15 0.72 2.23     | 7.29        | 6      | EL 8 4    | 20          | 6        | 41 12 4   | 20          | 6        | 47.29      |
| 7                 | CHI Chile          | Agustín Covarrubias Jorge Matte Alexandr Imschenetzky Samuel Parot Jr    | Nelson du Petit Vivier Winning Good Caspaccio Hfb Versace                       | 4.96 4.90 6.89 9.09     | 16.75       | 7      | 8 10 24 4 | 22          | 7        | 6 5 8 0   | 11          | 7        | 49.75      |
| 8                 | URU Uruguai        | Raúl Guarino Juan Serra Martín Rodríguez Vanni                           | Quaido Quebelle Champagne du Soleil                                             | 10.90 18.73 5.94        | 35.57       | 8      | 15 10 19  | 44          | 8        | 25 13 8   | 46          | 8        | 125.57     |
| 9                 | ECU Equador        | Gonzalo Meza Juan Sebastián González Ana Carolina Sandoval Anna Gansauer | Diago Demon My Lord's Way Day Dream                                             | 17.16 12.95 14.72 13.31 | 40.92       | 9      | 38 EL     | EL          | 9        |           |             |          |            |